# Donato di Grado
Donato di Grado (... – 724 circa) è stato un vescovo italiano.
Di lui non si sa niente sino al 717, quando fu eletto alla cattedra di Grado come successore di Cristoforo. Si deve tener conto che il titolo di patriarca che gli attribuisce la storiografia e la tradizione è attestato solo a partire da Fortunato, vissuto agli inizi del IX secolo.
Il suo episcopato si caratterizzò per l'aggravarsi dell'annosa disputa nata dal trasferimento della sede di Aquileia a Grado, nel 569, all'epoca dell'invasione dei Longobardi. Questo evento aveva portato in realtà alla formazione di due metropolie: l'una, quella gradense, in territorio Bizantino e riconosciuta dalla Chiesa di Roma; l'altra con sede a Cormons e quindi in territorio longobardo, che aderiva allo scisma tricapitolino. Entrambe rivendicavano lo stesso titolo aquieliense, e quindi relativi privilegi e giurisdizioni. Ovviamente, agli interessi personali dei due vescovi si aggiungevano quelli delle potenze di cui erano sudditi.
Quando i Longobardi, su iniziativa di re Cuniperto, si convertirono all'ortodossia romana, anche la chiesa di Cormons venne riconosciuta dal pontefice, ma questo non bastò a placare le pretese delle due sedi che continuarono a rivendicare il titolo aquileiense.
Nel 721 fu eletto patriarca dei territori aquileiesi in Friuli Sereno, riconosciuto anche da papa Gregorio II il quale, tuttavia, lo invitò a non esercitare la propria giurisdizione al di fuori dei propri confini. Ciononostante, poco dopo il presule interveniva nei territori sottoposti a Donato che si rivolse direttamente al pontefice; Gregorio reagì con un'energica ammonizione nei confronti di Sereno.
Morì dopo sette anni di episcopato, quindi attorno al 724. Alla sua scomparsa, la diocesi fu amministrata per un periodo da Pietro di Pola, ma successivamente il papa lo rimandò nel suo vescovado chiedendo ai vescovi delle Venezia e dell'Istria di eleggere un titolare. Ci volle del tempo per trovare un accordo, visto che il successore di Donato, Antonino, si insediò solo nel 730 circa.